# Błotowiec
Błotowiec (Tringa semipalmata) – gatunek średniej wielkości ptaka z rodziny bekasowatych (Scolopacidae), zamieszkujący Amerykę Północną, a zimą także Amerykę Południową. Nie jest zagrożony wyginięciem.

## Podgatunki i zasięg występowania
Wyróżnia się dwa podgatunki T. semipalmata:
- T. s. inornata (Brewster, 1887) – błotowiec preriowy[5] – południowo-środkowa Kanada, północno-środkowe USA. Zimuje od wybrzeży południowych USA po północną Amerykę Południową, głównie na wybrzeżach Pacyfiku, dalej na południe po północne Chile.
- T. s. semipalmata (J.F. Gmelin, 1789) – błotowiec nadmorski[5] – południowo-wschodnia Kanada, wschodnie i południowe USA, Karaiby. Zimuje od atlantyckich wybrzeży USA przez wybrzeża Zatoki Meksykańskiej (USA i Meksyk), Ameryki Środkowej, Karaibów aż po wybrzeża południowej Brazylii.

## Morfologia

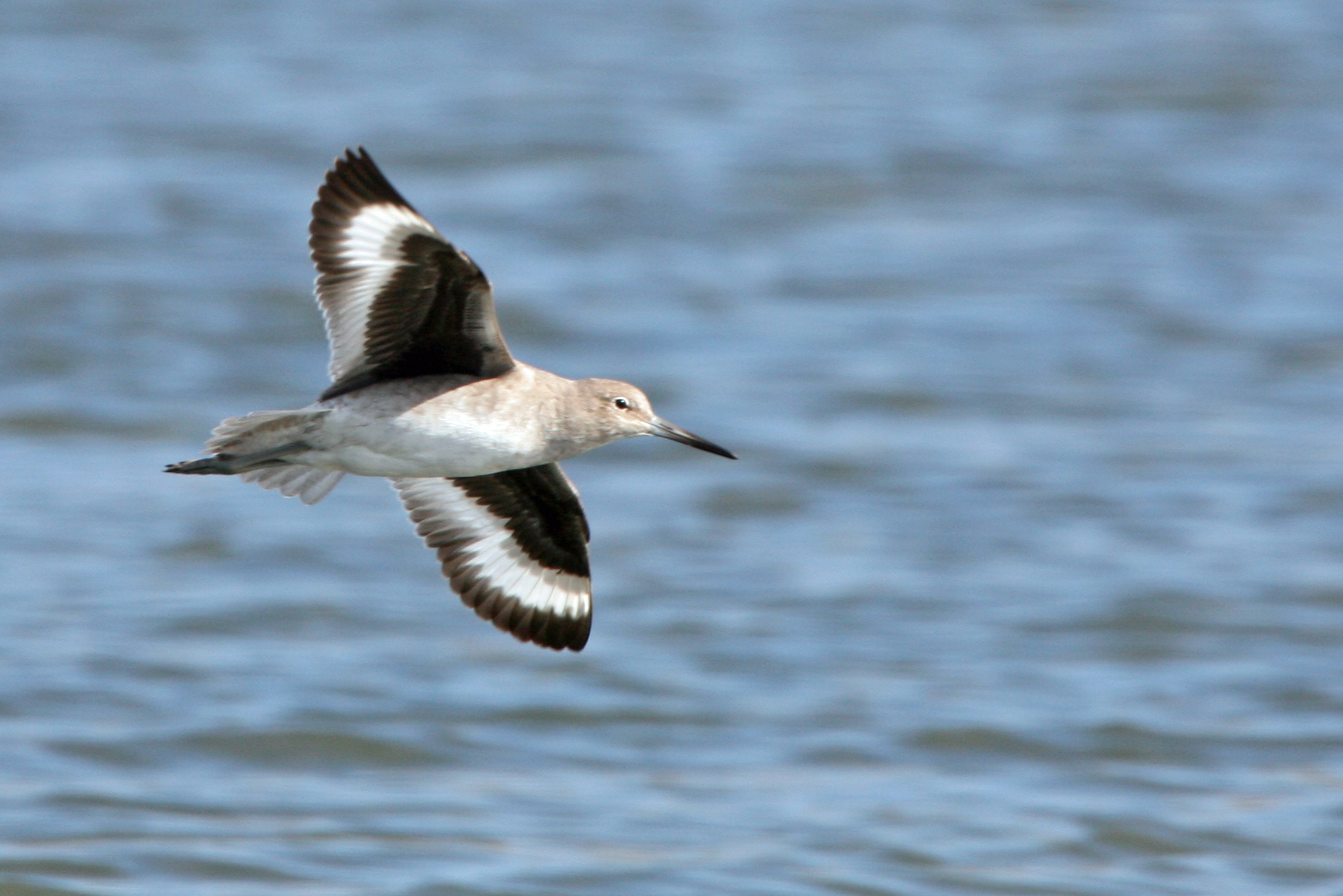
Błotowiec w locie

WyglądSkrzydła czarno-białe, kuper biały. Szata godowa – wschodni podgatunek szarobrązowa, z czarnymi prążkami; zachodni podgatunek jest większy, jaśniejszy, z różowym odcieniem na piersi. Dziób długi, prosty, silny, niebieskoszary lub jasnoróżowy, z czarną końcówką. Obie płci podobne.
RozmiaryDługość ciała 33–41 cm; masa ciała 173–375 g; rozpiętość skrzydeł 56–66 cm.

## Ekologia

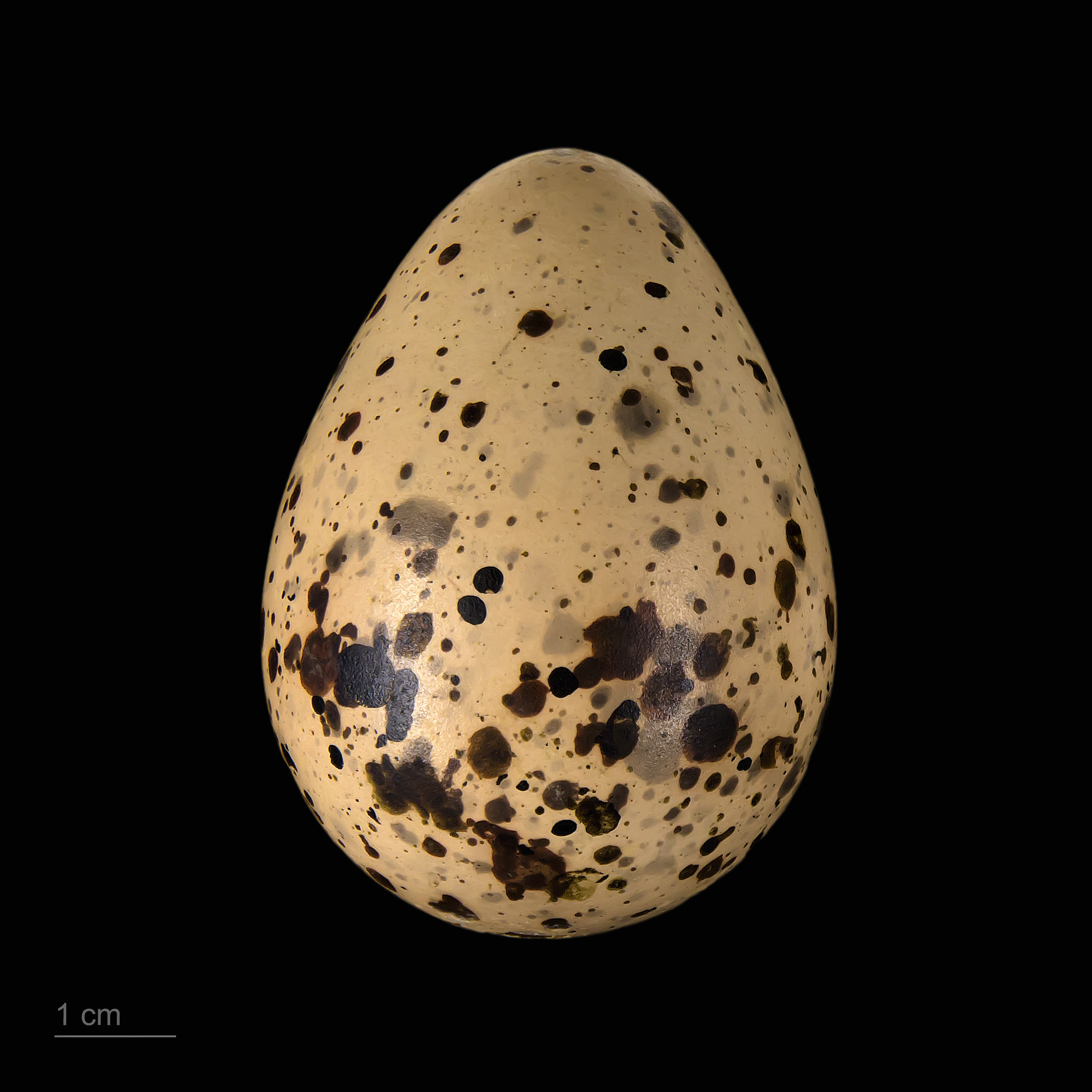
Jajo z kolekcji muzealnej

BiotopWystępujące wzdłuż wybrzeży oceanicznych błotowce zamieszkują otwarte plaże, brzegi zatok, bagna, równie pływowe i skaliste strefy przybrzeżne. W sezonie lęgowym zachodni podgatunek inornata występuje daleko w głębi lądu, gdzie gniazduje w pobliżu bagien i innych mokradeł, płytkich, często okresowych stawów na prerii (prairie potholes) i podmokłych pól. Ptaki wschodniego podgatunku legną się na słonych bagnach, wyspach barierowych i plażach.
LęgiWyprowadza jeden lęg w sezonie. Gniazdo na ziemi, w trawie lub na piasku na plaży. W zniesieniu zwykle 4 jaja. Inkubacja trwa 22–29 dni, a zajmują się nią oboje rodzice. Pisklęta są pokryte płowożółtym lub szarym puchem. Są ruchliwe i opuszczają gniazdo w ciągu 1–2 dni. Oboje rodzice uczą je zdobywać pożywienie.
PożywienieZachodni podgatunek na swoich słodkowodnych żerowiskach zjada różne wodne chrząszcze, a także ryby i pająki. Zimą w skład diety błotowca wchodzą małe kraby, robaki, małże i inne bezkręgowce z bagien słonowodnych i otwartych wybrzeży. Podgatunek wschodni zjada także kraby skrzypki i kraby kopiące w piasku norki.

## Status
IUCN uznaje błotowca za gatunek najmniejszej troski (LC, Least Concern) nieprzerwanie od 1988 roku. W 2023 roku organizacja Partners in Flight szacowała liczebność populacji na 250 tysięcy dorosłych osobników. BirdLife International uznaje trend liczebności populacji za spadkowy.